# Flore des Pyrénées-Orientales
La flore des Pyrénées-Orientales est l'ensemble des espèces de plantes présentes dans le département des Pyrénées-Orientales, dans la région Occitanie, dans le sud de la France. Elle comprend plus de 2 700 espèces, réparties depuis le littoral méditerranéen jusqu'au relief des Pyrénées à presque 3 000 m d'altitude.

## Répartition
Le département des Pyrénées-Orientales comprend six écosystèmes différents :
- Le littoral méditerranéen ;
- Les plaines et basses collines, avec notamment du chêne vert et parfois du chêne-liège ;
- L'étage collinéen, avec du chêne rouvre et du chataignier ;
- L'étage montagnard, avec du hêtre et du sapin ;
- L'étage subalpin, avec du pin à crochets ;
- L'étage alpin, où les arbres disparaissent, laissant la place au rhododendron et au genévrier nain.

## Espèces endémiques

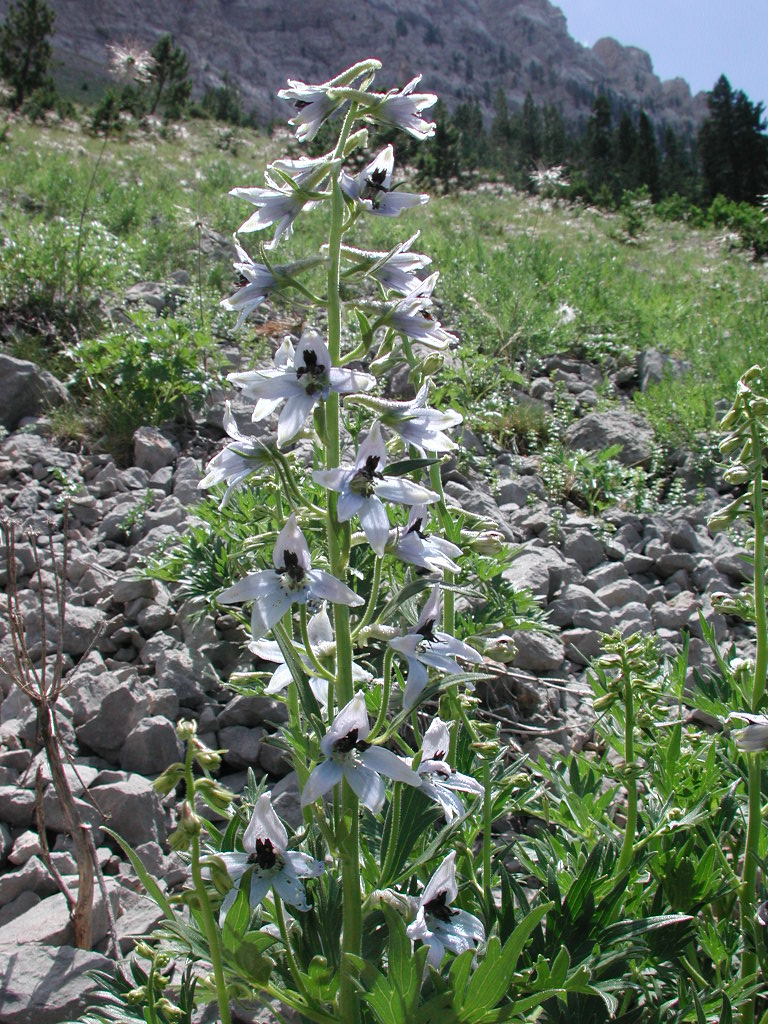
Delphinium montanum ou Dauphinelle des montagnes.

Certaines espèces ne sont présentes que dans le département des Pyrénées-Orientales.
La Dauphinelle des montagnes n'existe que dans la vallée d'Eyne.
Une espèce de Myosotis, le Myosotis ruscinonensis (ou Myosotis du Roussillon) était endémique des sables herbeux sur le littoral entre Argelès-sur-Mer  et Collioure. Elle disparait à l'état naturel au cours du XXe siècle.

## Sites externes
- Le catalogue raisonné de Gaston Gautier au format html